# 幼児キリストの礼拝 (リッピ)
『幼児キリストの礼拝』（おさなごキリストのれいはい、伊:Adorazione del Bambino di Camaldoli）は、 1919年以来、ウフィツィ美術館に所蔵されている、イタリアのルネサンス期の巨匠、フィリッポ・リッピによる1463年制作の板上のテンペラ画である。2007年にダニエレ・ロッシによって直近の修復を受けた。作品は、最初にプデルコによってリッピに帰属され、プデルコはフラ・アンジェリコの様式を参照しているため、画家の初期の作品であると主張した。しかし、後にバーナード・ベレンソンは、かえってこうした参照のために、作品は画家のより成熟した時期に帰属されると主張した。
カマルドリ修道院にちなんで名づけられた『幼児キリストのカマルドリの礼拝』としても知られている。ヴァザーリの『画家・彫刻家・建築家列伝』によると、ルクレツィア・トルナブオーニが、1463年に夫のピエロ・ディ・コジモ・デ・メディチによって再建されたカマルドリ修道院の独房のために依頼した作品である。右側には洗礼者ヨハネとロムアルドがおり、後者はカマルドリ修道士会の創設者である。
ウフィツィ美術館にある1453年ごろの、もう1点の『アンナレーナの幼子イエスの礼拝』と非常に近いが、ベルリン絵画館にある『神秘の降誕』とはさらに似通っている。聖霊が幼子イエス・キリストに向かって下りてくる中で、右にいる洗礼者ヨハネと聖ベルナルドゥスが鑑賞者を教義に導くための仲介者となっている。

## リッピの『幼子イエスの礼拝』

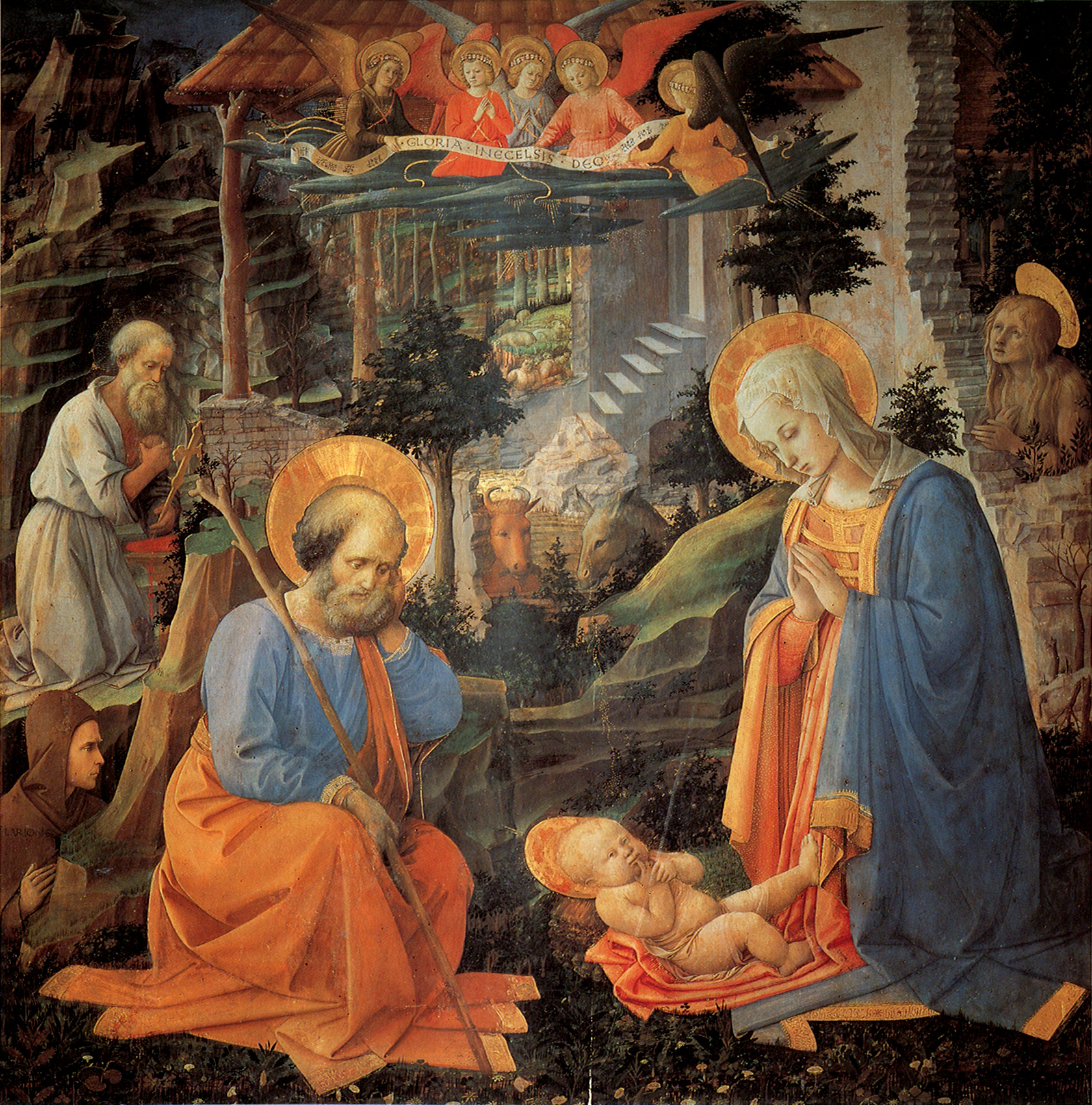
『アンナレーナの幼児キリストの礼拝』(1453年ごろ)、ウフィツィ美術館
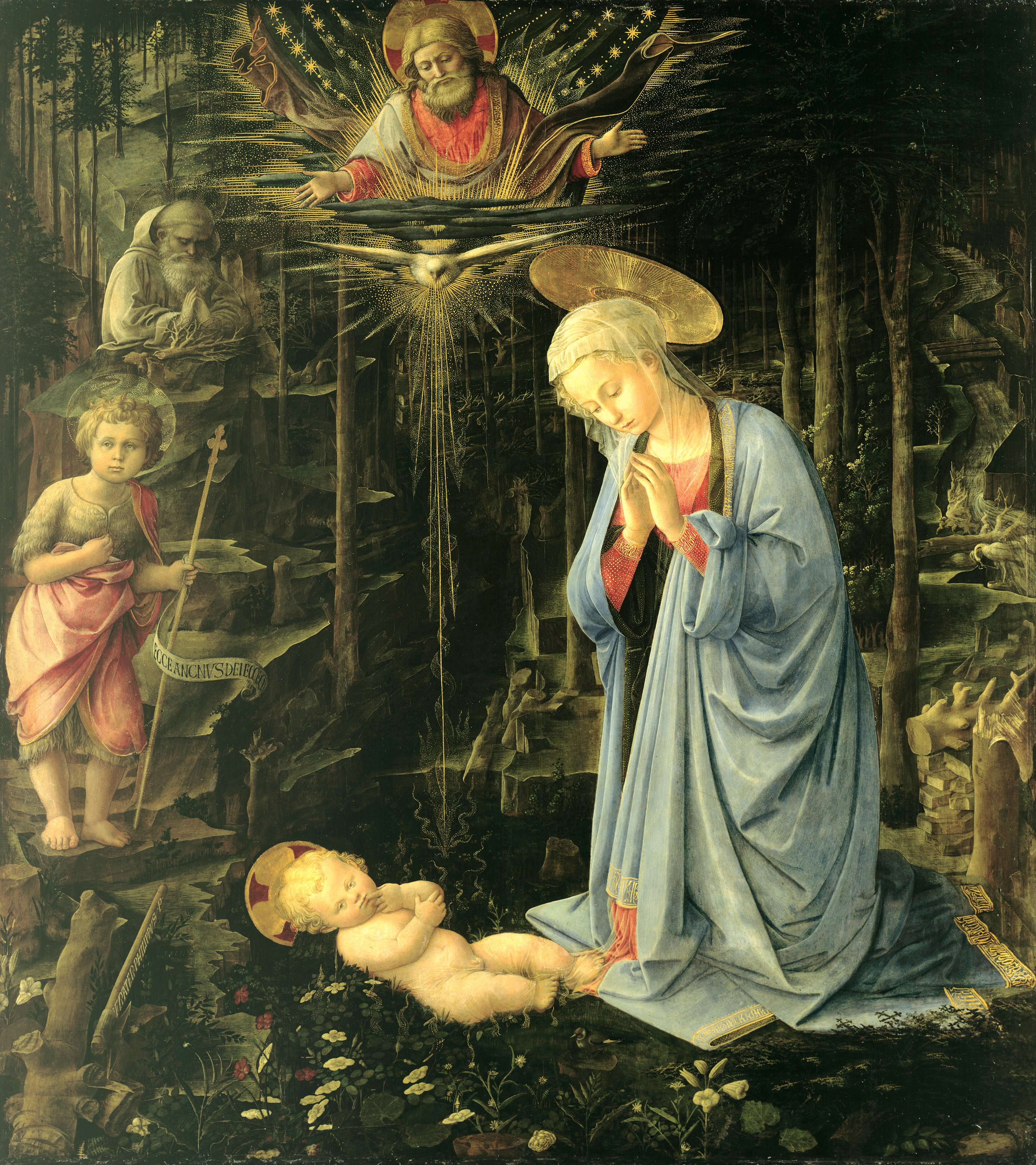
『神秘の降誕』(1459年ごろ)、ベルリン絵画館